# Royal Economic Society
Pour les articles homonymes, voir Res.
La Société royale d'économie (Royal Economic Society, RES) est une société savante britannique en sciences économiques.
La British Economic Association est fondée en 1890. Elle devient Royal Economic Society en 1902.
Elle édite The Economic Journal.